# Cristina Feijóo
Cristina Feijóo (Buenos Aires, 1944) es una escritora argentina. Es autora de novelas y cuentos y la primera mujer en ganar el Premio Clarín en 2001 por su libro Memorias del río inmóvil. Estuvo presa en dos oportunidades por su militancia política y exiliada en Suecia.

## Biografía y obra
Entre los dos y los diez años vivió en varios pueblos de la provincia de Buenos Aires, hasta que su familia se radicó en forma definitiva en la ciudad de Buenos Aires, donde nació. Por su militancia política de izquierda estuvo detenida en los años 1971-73, durante la dictadura militar de la Revolución Argentina y en el período 1976-79 por la dictadura del Proceso de Reorganización Nacional. Se exilió en Suecia y regresó al país en 1983, con el regreso de la democracia.
En varias de sus narraciones toca los temas de los años de dictadura, la persecución y violencia. Es la primera mujer en ganar el Premio Clarín, en el año 2001, por su novela Memorias del río inmóvil. Entre otras obras, ha escrito: El corral de los corderos, La casa operativa, Afuera, [ Los puntos ciegos de Emilia.